# بجدانة العليا (باغستان)
بجدانة العلیا (بالفارسية: بجدانه علیا) هي قرية تقع في إيران في قسم باغستان الريفي.